# František Drdla
František Drdla (28. listopadu 1868, Město Žďár – 3. září 1944, Bad Gastein) byl český houslista a hudební skladatel.

## Život a tvorba
Na housle začal hrát už jako malý chlapec. Již v osmi letech hrál na kostelním kůru. Za jeho počátečními úspěchy, které předurčily jeho dráhu světového virtuosa, stál ředitel Žďárského kůru Antonín Hromádka. Na rozvoj jeho geniálních schopností měla vliv Pražská konzervatoř, kde studoval u profesorů Františka Bennewitze a Josefa B. Förstera. Dalšímu zdokonalení houslové hry se věnoval na Vídeňské konzervatoři u proslulého profesora Josefa Hellmesbergera a tím začala jeho zahraniční kariéra.
Od roku 1882 působil převážně v zahraničí a domů se vracíval jen na návštěvy. Sláva tohoto houslového virtuóza ve světe mnohonásobně převyšovala slávu domácí. Vynikající houslová technika spolu s vhodným repertoárem z něj udělala záhy hvězdu světových podií. Hudbu pro něj skládali takoví velikáni jako Johann Strauss mladší či Karl Millöcker. Svůj talent nevyužíval jenom k interpretaci, ale stal se z něj také uznávaný hudební skladatel houslových, komorních i vokálních skladeb. Snad nejpopulárnější byla Serenáda, věnovaná Janu Kubelíkovi. V roce 1927 mu byl v Rakousku propůjčen titul profesora. Drdla se hlásil ke své národnosti a navštěvoval své rodné město (naposledy v roce 1943).
Světový houslový virtuos, který po sobě zanechal na 600 skladeb, zemřel v Bad Gasteinu v předposledním válečném roce 3. září 1944. I když v nekrolozích jej označovali za prvního muzikanta moravské země, přílišné pozornosti se i přes nesporný význam a přínos světové hudbě doma netěšil.
V souvislosti s jeho svobodným zednářstvím zařadil některého jeho hudební skladby Jaroslav Svěcený na CD Musicians Freemasons.